# Peace History Society
La Peace History Society è una società accademica americana, affiliata all'American Historical Association, il cui scopo statutario è "lo studio accademico delle cause più profonde e radicate della pace e della guerra, nonché dei mezzi atti a garantire e mantenere risoluzioni non violente dei conflitti".
Venne fondata nel 1964 in seguito all'assassinio del presidente Kennedy, inizialmente sotto il nome di Conference on Peace Research in History, che trent'anni più tardi fu ribattezzata col nome di Peace History Society. Dal 1972 pubblica la rivista Peace & Change: a Journal of Peace Research in collaborazione con la Peace and Justice Studies Association che ha sede alla Georgetown University di Washington.